# ФК Слога Бат 1924
ФК Слога Бат 1924 је фудбалски клуб из Баточине, основан 1924. године. Тренутно се такмичи у Шумадијскoj окружној лиги, петом такмичарском нивоу српског фудбала.  До 2018. године клуб се звао Слога Баточина. Стадион Слоге се популарно назива стадион крај Лепенице и прима око 1000 гледалаца.

## Историја

### Слога Баточина
Највиши успон и најбољи резултати Слоге везују се за период од 70-их до 90-их година прошлог века када су успели да се изборе за статус српсколигаша, односно чланства у Другој српској лиги, група „Центар“. Након ових златних година баточинског фудбала долази период стагнације и постепеног пада Слоге.
У сезони 1989/90. испада из Шумадијско-поморавски лиге и прелази у нижи степен такмичења, Шумадијски лигу, у којој се такмичи са променљивим успехом. У њој 1996/97. године осваја другу позицију са 66 бодова и успева да избори бараж за пласман у зону, у чему и успева савладавши екипе Хајдука из Јовановца и Ибра из Матарушке бање. У шумадијској зони проводи две сезоне из које се 1999/2000. поново сели у Окружну шумадијски лигу. У овој лиги 2000/2001. осваја шесту позицију са 46 бодова. Већ наредне године испада и из овог ранга и постаје члан Међуопштинске лиге група „Југ“ у којој наступају клубови из Кнића, Раче и Баточине, а исте године руководство клуба самоиницијативно одлучује да иступи из такмичења и Слога престаје да функционише.
Најтамнији период у новијој историји Слоге трајао је скоро четири године. Након повратка Слога је експресно од Општинске лиге Баточина 2006/07. преко МОЛ „Југ“ стигла до Шумадијске лиге у којој у дебитантској сезони осваја четврту позицију, али се после фузије са другопласираним Пролетером из Јеловика, пласирала у Зону Дунав у којој се и данас такмичи. У сезони 2009/10. Слога је заузела четврто место. Док је годину дана касније освојено шесто место. Боја клуба је плаво-бела.
У сезони 2011/12. освојено је седмо место, а наредне сезоне осмо место. Полусезона 2013/14 је најлошија откад играју у Зони Дунав, јер су заузели последње место. Међутим други део сезоне су одиграли знатно боље и сезону завршили на 10 месту и тиме обезбедили опстанак. Слично је било и следеће године. Први део сезоне су завршили на 14 месту, али су добром игром у другом делу заузели 8. место. Ипак, следеће сезоне су завршили на 14 месту и након седам година напустили четвртолигашко друштво. Пад клуба се наставио и следеће године, када је након неколико одиграних утакмица у Шумадијској окружној лиги због недостатка финансијских средстава напустио такмичење.
У сезони 2017/18 Слога ће се такмичити у Међуопштинској лиги Рача - Баточина - Кнић (6. лига), а екипа ће бити састављена од играча из Баточине и њене околине. Већ у првој сезони заузима прво место са 19 победа, две нерешене и само једним поразом и тиме се пласирала у Шумадијску окружну лигу.

### Слога Бат 1924
Клуб је 2018. године променио име у Слога Бат 1924. Већ у првој сезони под новим именом освојено је 1. место и обезбеђен је пласман у Подунавско-шумадијску зону.

## Новији резултати
| Сезона   | Ранг | Лига                                  | Позиција | ИГ  | Д  | Н | П  | ГД | ГП | ГР  | Бод |                      |
| -------- | ---- | ------------------------------------- | -------- | --- | -- | - | -- | -- | -- | --- | --- | -------------------- |
| 2008/09. | 5    | Шумадијска окружна лига               | 4.1      | 30  | 14 | 4 | 12 | 50 | 44 | +6  | 46  |                      |
| 2009/10. | 4    | Зона Дунав                            | 4.       | 30  | 14 | 6 | 10 | 52 | 40 | +12 | 48  |                      |
| 2010/11. | 4    | Зона Дунав                            | 6.       | 30  | 12 | 6 | 12 | 46 | 41 | +5  | 42  |                      |
| 2011/12. | 4    | Зона Дунав                            | 7.       | 30  | 14 | 3 | 13 | 48 | 42 | +6  | 45  |                      |
| 2012/13. | 4    | Зона Дунав                            | 8.       | 28  | 10 | 6 | 12 | 42 | 45 | -3  | 36  |                      |
| 2013/14. | 4    | Зона Дунав                            | 10.      | 30  | 13 | 3 | 14 | 37 | 38 | -1  | 41  |                      |
| 2014/15. | 4    | Зона Дунав                            | 8.       | 30  | 14 | 2 | 14 | 48 | 58 | -10 | 44  |                      |
| 2015/16. | 4    | Зона Дунав                            | 14.      | 28  | 7  | 3 | 18 | 42 | 78 | -36 | 24  |                      |
| 2016/17. | 5    | Шумадијска окружна лига               | —2       | –   | –  | – | –  | –  | –  | –   | –   |                      |
| 2017/18. | 6    | Међуопштинска лига Рача-Кнић-Баточина | 1.       | 22  | 19 | 2 | 1  | 74 | 18 | +56 | 59  |                      |
| 2018/19. | 5    | Шумадијска окружна лига               | 1.       | 28  | 19 | 4 | 5  | 70 | 25 | +45 | 61  |                      |
| 2019/20. | 4    | Подунавско-шумадијска зона            | 9.       | 163 | 7  | 0 | 9  | 33 | 31 | +2  | 21  |                      |
| 2020/21. | 4    | Подунавско-шумадијска зона            | 6.       | 34  | 15 | 8 | 11 | 63 | 52 | +11 | 53  |                      |
| 2021/22. | 4    | Подунавско-шумадијска зона            | 4.       | 30  | 14 | 5 | 11 | 58 | 52 | +6  | 47  |                      |
| 2022/23. | 4    | Подунавско-шумадијска зона            | 4.       | 30  | 11 | 3 | 12 | 46 | 59 | -13 | 36  |                      |
| 2023/24. | 4    | Подунавско-шумадијска зона            | 9.       | 27  | 11 | 1 | 15 | 46 | 65 | -19 | 34  |                      |
| 2024/25. | 4    | Зона Дунав                            | 14.      | 26  | 3  | 4 | 19 | 23 | 87 | -64 | 13  | Није се квалификовао |

- 1  Након фузије са Пролетером из Јеловика Слога се пласирала у Зону Дунав
- 2  Након неколико одиграних утакмица Слога напустила такмичење а бодови су им избрисани
- 3  Сезона прекинута након 12 кола због пандемије Корона вируса